# Nielegal
Nielegal – rodzaj albumu lub utworu muzycznego, który został wyprodukowany z użyciem sampli uzyskanych bez zgody i wiedzy właściciela praw autorskich, a także uiszczenia pochodzących z tego tytułu opłat. Zaangażowanie samych wykonawców w produkcję, wydanie i rozpowszechnianie nagrań wpisuje się w ideę „zrób to sam”. 
Nielegale wydają zarówno wykonawcy działający w podziemiu artystycznym, jak i niewielkie, niezależne wytwórnie płytowe. Utwory-nielegale lub utwory zawarte na nielegalu mogą się ponadto wyróżniać od innych wydawnictw często tym, że są nagrywane na sprzęcie amatorskim, i mają postać LP, EP, mixtape’ów itd. Są one często bezpłatnie dostępne w Internecie, rozpowszechniane indywidualnie przez muzyków i słuchaczy lub dostępne w skateshopach. 
Nielegal jest zbliżony do nagrań typu „demo”.